# Shōgo-in
Le Shōgo-in (聖護院) est un temple bouddhique japonais de Kyoto, affilié à l’école tendai et centre de la branche Honzan du Shugendō. Fondé au IXe siècle mais prenant son emplacement et sa fonction définitive en 1090, il s’agit d’un temple impérial (monzeki).

## Historique
Le temple, nommé alors Joko-in, est fondé au IXe siècle par le moine tendai Enchin (814-891). En 1090, l’empereur retiré Go-Shirakawa effectue un pèlerinage à Kumano Sanzan sous la conduite de Zōyo, un moine Tendai du Mii-dera (Onjō-ji) pratiquant le Shugendō,. Il décide ensuite du déplacement et du réaménagement du Joko-in sous la supervision de Zōyo, qui en devient le supérieur. Le temple est renommé en Shōgo-in. Il s’agit d’un des principaux temples affiliés au Mii-dera, d’où provient Zōyo.
L’enseignement Tendai pouvait inclure des pratiques du Shugendō, si bien que des organisations de guides (sendatsu) se forment pour guider les pèlerins vers des temples ou sanctuaires pratiquant le Shungendō. Le Shōgo-in organise de tels pèlerinages vers la région sacrée de Kumano dès le XIIe siècle. La popularité des pèlerinages à Kumano renforce le prestige du Shōgo-in, et, au XVe siècle, les supérieurs du temple voyagent dans le Japon afin de diffuser leur pratique du Shugendō. En particulier, dans les années 1480, le moine Dōkō travaille à lier les organisations de guides de Kumano afin de les placer sous la supervision du Shōgo-in. Ces efforts mènent à la constitution de la branche Honzan (Honzan-ha) du Shugendō. En 1613, le shogunat Tokugawa reconnaît officiellement le Shōgo-in comme centre du Honzan.
Au XXe siècle et de nos jours, le temple est toujours actif et poursuit enseignements et pèlerinages.

## Honzan
Le Shōgo-in est le centre de la branche Honzan du Shugendō. Le Shugendō désigne un ensemble de pratiques et règles essentiellement fondées sur l’ascétisme. Dès l’ancien temps, le Shugendō est pratiqué dans les temples bouddhiques, dont les écoles ésotériques Shingon et le Tendai. La branche Honzan, dite « exaltée », est liée au Tendai et à la région sacrée de Kumano. En effet, le Shugendō affilié à Kumano dépendait historiquement du Shōgo-in, et constitue l’origine de la branche Honzan-ha. Elle est fondée aux côtés de la branche Tōzan-ha à l’époque de Muromachi, et les pratiquants sont incorporés à l’une ou l’autre.

## Arts
Le Shōgo-in possède un mandala de Kumano parmi les plus précieux du Japon.

## Liens
- (ja) Site officiel
- Liste de temples bouddhistes au Japon